# Les Spécialisés
Cet article possède un paronyme, voir Les Spécialistes.
Les Spécialisés (titre original : Specialist) est une nouvelle de science-fiction, à saveur humoristique, écrite par Robert Sheckley et publiée pour la première fois en 1953. Elle a été reprise dans nombre d'anthologies de science-fiction à la fois pour son humour bon enfant et en raison de son aspect allégorique sur la nature de l'être humain.
La nouvelle évoque un Bioship, un vaisseau spatial composé matériellement d'extraterrestres. Pour fonctionner, le vaisseau a besoin d'un « Poussoir », c'est-à-dire d'un humain. 

## Publications

### Publications aux États-Unis
La nouvelle a été publiée en mai 1953 dans Galaxy Science Fiction.
Elle a été par la suite publiée, de 1953 à 2021, dans de nombreux recueils de science-fiction, notamment dans les anthologies Anthropomorphic Aliens : An Interstellar Anthology (2014) et Untouched by Human Hands (2021).

### Publications en France
La nouvelle est parue en français :
- dans Galaxie no 10 / 1re série (septembre 1954) ;
- dans Les Univers de Robert Sheckley, OPTA, coll. Club du livre d'anticipation no 37 en 1972 ;
- dans Le Livre d'or de la science-fiction : Robert Sheckley aux éditions Presses Pocket, collection Science-fiction, no 5075  (ISBN 2-266-00880-3) en 1980 et 1987 ;
- dans l'anthologie Histoires de voyages dans l'espace (1983) puis 1984, 1986 et 1987 ;
- dans Tu brûles ! aux éditions Presses Pocket, collection Le Grand Temple de la S-F, no 5075 en 1990.
- dans Le Temps des retrouvailles, éditions Argyll  (ISBN 978-2-492403-34-7), 2022.

### Publications dans d'autres pays
La nouvelle a aussi été publiée :
- en 1955, en langue italienne, sous le titre Cooperazione galattica ;
- en 1959, en langue allemande, sous le titre Spezialist ;
- en 1968, en langue néerlandaise, sous le titre Specialist ;
- en 1979, en langue slovène, sous le titre Specialist ;
- en 1980, en langue croate, sous le titre Stručnjak ;
- en 1981, en langue italienne, sous le titre Specialista ;
- en 1982, en langue allemande, sous le titre Spezialist ;
- en 1983, en langue suédoise, sous le titre Specialisten ;
- en 1984, en langue serbe, sous le titre Stručnjak ;
- en 1995, en langue roumaine, sous le titre Specialistul ;
- en 1996, en langue serbe, sous le titre Specijalista.

## Résumé
Un vaisseau spatial extraterrestre vient de subir un « ouragan de photons » aussi violent qu'inattendu. Or ce vaisseau spatial a la même caractéristique que tous les vaisseaux spatiaux circulant dans la galaxie : il est un assemblage d'organismes vivants, unis dans un lien symbiotique puissant. Chacun des organismes vivants composant le vaisseau a une fonction très spécifique : il y a la Voix (chargée de la coordination générale), l'Œil (chargé des radars extérieurs et de la navigation), la Nourrice (chargée de nourrir l'équipage), le Docteur (chargé de la détection et de la réparation des avaries), les Accumulateurs (qui emmagasinent l'énergie et la restituent), le Cerveau (chargé des calculs et des banques de données), le Poussoir et la Machine (qui font avancer le vaisseau), les centaines de Parois (qui protègent et englobent le tout).
Quand le récit débute, le Poussoir vient de périr des suites de l'ouragan photonique… Le problème pour les autres composantes du vaisseau est que seul le Poussoir est capable de donner l'impulsion à la Machine pour voyager plus vite que la lumière. Si l'on ne trouve pas rapidement un autre Poussoir, les divers éléments du vaisseau vont mourir, loin de tout, perdus dans l'espace.
La Voix, la Nourrice et le Cerveau se mettent d'accord : il n'y a pas d'autre solution que rechercher une « planète à Poussoirs » et d'en trouver une avant que la Machine n'ait épuisé ses forces. Les membres du vaisseau se mettent donc à rechercher une telle planète. Ils croisent une planète à Parois, puis une planète à Voix, puis arrivent (quelle chance !) à proximité d'une planète à Poussoirs (la Terre).
Ils sont étonnés de constater que les Poussoirs de cette planète ont créé une civilisation technologique élaborée. Pourquoi donc ? Comme cela est curieux ! Le Cerveau émet alors l'hypothèse, apparemment folle, que les Poussoirs de cette planète, jamais contactés par le Centre Galactique, n’avaient aucun motif de « Pousser » et qu'ils ont donc créé cette civilisation par suite de leur impossibilité de réaliser ce pour quoi ils étaient naturellement faits : ils sont devenus des « Poussoirs dé-spécialisés », ce qui constitue une aberration !
Ils décident de capturer un Poussoir et de le convaincre de rejoindre l'équipage, sans toutefois signaler le vaisseau aux autorités de la planète. Après quelques recherches discrètes, ils découvrent un Poussoir isolé qui avait choisi de dormir dans la forêt, loin de tout lieu habité. Ils entrent en contact avec lui. Le Poussoir, surpris de la rencontre inopinée, prend peur. La Voix, chargée des communications, a vite fait d'apprendre son langage, assez simple au demeurant. On lui offre de la nourriture standard pour Poussoir, ce que le Poussoir accepte, après 24 h de privation de liberté et de jeûne (« Oh, un steak ! »).
Le Poussoir refuse la proposition qui lui est faite. Il est un jeune adulte, élève-architecte, qui fait son service militaire. On parle d'une guerre. À ce sujet, le Cerveau fait remarquer que sa théorie se révèle exacte : les Poussoirs, déspécialisés, « poussent » contre leurs semblables. On parlemente beaucoup, on montre au Poussoir l'intérêt de vivre parmi un équipage sympathique et symbiotique : on se fait des amis, on voit du monde, on visite des planètes ; par ailleurs ils trouvera bien un jour ou l'autre une femelle Poussoir à épouser sur une autre planète.
L'homme, qui s'appelle Martinson, finit par accepter. Les tentacules de la Voix, de la Machine et du Cerveau se connectent à lui ; on lui demande de Pousser. Martinson, effrayé de cette responsabilité, fait remarquer qu'il ignore comment « on pousse ». Le problème est qu'il s'agit d'une spécialité de Poussoir, et que les autres éléments du Vaisseau ignorent encore plus que lui comment la Poussée se met en œuvre.
La nouvelle se finit sur ces mots : « Pendant des siècles, les Poussoirs avaient vécu avec leurs doutes et leurs craintes. Ils s'étaient battus sous l'emprise de la peur, le doute les avait fait s'entretuer. C'était là que se trouvait l'Organe Pousseur ! Martinson — un spécialiste, un Poussoir — s'intégra totalement à l'Équipage, se fondit en lui, jeta des bras mentaux autour des épaules du Cerveau et de la Voix. Soudain, le Vaisseau bondit en avant à huit fois la vitesse de la lumière. Puis il continua d'accélérer. »

## Les membres de l'équipage en version anglaise
- Pusher : le Poussoir
- Talker : la Voix
- Eye : l'Œil
- Feeder : la Nourrice
- Doctor : le Docteur
- Thinker : le Cerveau
- Engine : la Machine
- Walls : les Parois
- Accumulators : les Accumulateurs

### Lire la nouvelle en VO
- (en) Sur Galaxy Magazine